# Ferenc Karinthy

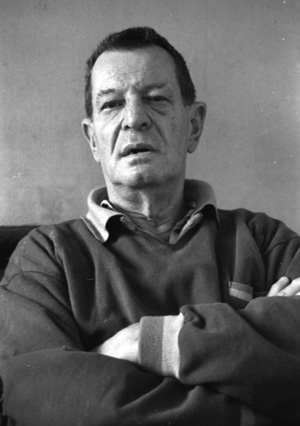

Ferenc Karinthy (ur. 2 czerwca 1921 w Budapeszcie, zmarł 29 lutego 1992 w Budapeszcie) – pisarz i reportażysta węgierski, syn innego pisarza Frigyesa Karinthiego, z wykształcenia lingwista.
Po ukończeniu studiów pracował w budapeszteńskich teatrach jako dramaturg. Pierwszą jego powieścią była Noc Don Juana, za którą zdobył niemałe uznanie. Drugie z kolei, surrealistyczne dzieło – Wywoływanie duchów poświęcił ojcu oraz prozaikowi Dezső Kosztolányiemu. W późniejszej twórczości skłaniał się do idei realizmu. W tej konwencji utrzymany jest m.in. zbiór opowiadań Piękne życie, powieści Centaur i Murarze.
Ferenc Karinthy był wielokrotnym laureatem nagrody literackiej im. Attili Józsefa, m.in. za powieść Budapeszteńska wiosna (1953). Za Reportaże literackie otrzymał nagrodę im. Kossutha.